# 마타람 왕국
마타람 왕국(/mɑːtɑːrɑːm/, 자와어: ꦩꦠꦫꦩ꧀)은 8세기에서 11세기 사이에 번성했던 자와계 힌두교-불교 왕국이다. 중앙 자와에 기반을 두었고, 나중에 동자와에 기반을 두었다. 산자야 왕에 의해 세워진 이 왕국은 샤일렌드라 왕조와 이사나 왕조에 의해 통치되었다
대부분의 역사 동안 왕국은 농업, 특히 광범위한 벼농사에 크게 의존했으며 나중에는 해상 무역의 혜택도 받았다. 외국 자료와 고고학적 발견에 따르면 왕국은 인구가 풍부하고 상당히 번영한 것으로 보인다. 왕국은 복잡한 사회를 발전시켰고 잘 발달된 문화를 가졌고 어느 정도의 정교함과 세련된 문명을 성취했다.
8세기 후반에서 9세기 중반 사이에 왕국은 사원 건축의 급속한 성장에 반영된 고전 자와 예술과 건축의 꽃을 피웠다. 사원은 마타람의 심장부 풍경에 점재했다. 마타람에 건설된 가장 유명한 사원은 칼라산, 세우, 보로부두르 및 프라바난이며 모두 오늘날의 욕야카르타와 매우 가깝다. 전성기에 이 왕국은 자와뿐만 아니라 수마트라, 발리, 태국 남부, 인도화된 필리핀 왕국, 캄보디아의 크메르에서 권력을 행사하는 지배적인 제국이 되었다.
나중에 왕조는 종교적 후원에 의해 식별되는 두 개의 왕국, 즉 불교 왕조와 시바파 왕조로 나뉘었으며, 내전이 뒤따랐다. 그 결과 마타람 왕국은 라카이 피카탄이 이끄는 자와섬의 마타람 왕국의 산자야 왕조와 발라푸트라가 이끄는 수마트라섬의 스리위자야 왕국의 샤일렌드라 왕조 두 개로 나뉘었다. 그들 사이의 적대감은 스리위자야에 기반을 둔 샤일렌드라 일족이 마타람 왕국의 가신인 우라와리의 반란을 선동하고 동자와의 와투갈루 수도를 약탈한 1016년까지 끝나지 않았다 스리위자야는 이 지역에서 논쟁의 여지가 없는 헤게모니 제국이 되었다. 시바파 왕조는 살아남았고 1019년에 동자와를 되찾았으며 발리의 우다야나의 아들인 아일랑가가 이끄는 카후리판 왕국을 세웠다.

## 서지
- Soekmono, R, Drs., Pengantar Sejarah Kebudayaan Indonesia 2, 2nd ed. Penerbit Kanisius, Yogyakarta, 1973, 1988년 5차 재판.
- 트리아스탄티, 아니. Perdagangan Internasional pada Masa Jawa Kuno; Tinjauan Terhadap Data Tertulis Abad X-XII . 문화학부의 에세이. 족자카르타 가자마다 대학교, 2007.